# Изиньи-ле-Бюа
Изиньи-ле-Бюа (фр. Isigny-le-Buat) — коммуна на северо-западе Франции, находится в регионе Нормандия, департамент Манш, округ Авранш, центр одноименного кантона. Расположена в 71 км к югу от Сен-Ло и в 85 км к северу от Ренна, в 20 км от автомагистрали А84 "Дорога эстуарий".
Население (2018) — 3 272 человека. 

## История
Коммуна образована в 1969 году путем слияния коммун Изиньи и Бюа. В 1973 году в ее состав были включены девять расположенных поблизости деревенских коммун.

## Достопримечательности
- Церковь Сен-Мартен-де-Бьярд XVI века
- Церковь Сен-Мартен-де-Шаландре XIII века

## Экономика
Структура занятости населения:
- сельское хозяйство — 9,9 %
- промышленность — 24,5 %
- строительство — 8,2 %
- торговля, транспорт и сфера услуг — 44,9 %
- государственные и муниципальные службы — 12,5 %

Уровень безработицы (2018) — 7,7 % (Франция в целом —  13,4 %, департамент Манш — 10,4 %). 

Среднегодовой доход на 1 человека, евро (2018) — 19 880 (Франция в целом — 21 730, департамент Манш — 20 980).

## Демография
Динамика численности населения, чел.

## Администрация
Пост мэра Изиньи-ле-Бюа с 2020 года занимает Жесси Орвен (Jessie Orvain), член Совета департамента Манш от кантона Изиньи-ле-Бюа. На муниципальных выборах 2020 года возглавляемый ею список победил в 1-м туре, получив 75,31 % голосов.
| Период | Период | Фамилия       | Партия                                       | Примечания                            |
| ------ | ------ | ------------- | -------------------------------------------- | ------------------------------------- |
| 1969   | 1973   | Огюст Пинель  |                                              | предприниматель                       |
| 1973   | 1999   | Бернар Пинель | Разные правые Союз за французскую демократию | член Генерального совета департамента |
| 1999   | 2008   | Морис Орвен   | Разные правые                                |                                       |
| 2008   | 2020   | Эрик Гупиль   | Разные правые Союз демократов и независимых  | владелец автомобильного салона        |
| 2020   |        | Жесси Орвен   |                                              | фермер                                |